# Common Address Redundancy Protocol
| Familie: | Internetprotokollfamilie                  |                 |                 |                 |                 |
| Einsatzgebiet: | Steigerung der Verfügbarkeit von Gateways |                 |                 |                 |                 |
| \| Anwendung \| CARP \| CARP \| CARP \| CARP \| CARP \| \| ---------- \| --------------- \| --------------- \| --------------- \| --------------- \| --------------- \| \| Transport \| UDP \| UDP \| UDP \| UDP \| UDP \| \| Internet \| IP (IPv4, IPv6) \| IP (IPv4, IPv6) \| IP (IPv4, IPv6) \| IP (IPv4, IPv6) \| IP (IPv4, IPv6) \| \| Netzzugang \| Ethernet \| Token Bus \| Token Ring \| FDDI \| … \| |                                           |                 |                 |                 |                 |
| Standards: |                                           |                 |                 |                 |                 |
| Anwendung | CARP                                      | CARP            | CARP            | CARP            | CARP            |
| Transport | UDP                                       | UDP             | UDP             | UDP             | UDP             |
| Internet | IP (IPv4, IPv6)                           | IP (IPv4, IPv6) | IP (IPv4, IPv6) | IP (IPv4, IPv6) | IP (IPv4, IPv6) |
| Netzzugang | Ethernet                                  | Token Bus       | Token Ring      | FDDI            | …               |

Das Common Address Redundancy Protocol (CARP) ist ein Netzwerkprotokoll, mit dessen Hilfe sich die Verfügbarkeit von IP-Systemen erhöhen lässt. Dies wird dadurch erreicht, dass mehrere Rechner innerhalb eines lokalen Netzes dieselben virtuellen IP-/MAC-Adressen für die Kommunikation mit anderen Systemen nutzen können. Haupteinsatzgebiet von CARP ist die Erstellung hochverfügbarer Gateways (Router/Firewall); mit CARP lassen sich aber auch Applikationsserver hochverfügbar machen. In der Internetprotokollfamilie ist es das Protokoll Nummer 112.
Entwickelt wurde CARP vom OpenBSD-Team. Die Entwicklung war nötig, weil es (aus patentrechtlichen Gründen) nicht möglich ist, im Rahmen eines Open-Source-Projektes VRRP einzusetzen. Dadurch war es nötig, ein eigenes Protokoll zu schreiben. Zusätzlich konnten auf diese Weise grundlegende Fehler des VRRP und HSRP vermieden werden. Die erste OpenBSD-Version, bei der CARP integriert war, war Version 3.5.
Inzwischen ist CARP auch auf andere Plattformen portiert worden. Eine freie Userland-Portierung ist UCARP (zurzeit erhältlich für Linux 2.4/2.6, OpenBSD und NetBSD). Für DragonFly BSD, FreeBSD und NetBSD existieren Kernel-Implementierungen.

## Abgrenzung zu VRRP
Die grundsätzliche Aufgabe und Funktionsweise von CARP ähnelt VRRP. Es gibt aber einige grundlegende Unterschiede:
- Der wichtigste Vorteil von CARP ist, dass es, im Gegensatz zu VRRP, patentfrei von jedermann genutzt werden kann.
- Ein grundsätzlicher Unterschied zu VRRP ist die protokollunabhänge Arbeitsweise von CARP. Damit ist CARP für IPv4 und IPv6 nutzbar.
- Des Weiteren wurde bei der Entwicklung von CARP sehr viel Wert auf Sicherheit gelegt, so sind beispielsweise die zwischen den Cluster-Rechnern ausgetauschten Nachrichten prinzipiell kryptographisch mit SHA-1 bzw. HMAC signiert.
- CARP nutzt ein Feature namens arpbalance. Dabei nutzen alle Rechner dieselbe virtuelle IP-Adresse, aber jeder Rechner bekommt noch eine eigene virtuelle MAC-Adresse. Dadurch ist Lastverteilung zwischen den Rechnern möglich. Dieses Merkmal funktioniert bisher nur unter OpenBSD sowie auf FreeBSD bis Version 9.3[2], userland CARP (UCARP) implementiert diese Funktion für andere Plattformen, z. B. Linux bisher nicht.

## Funktionsweise
Um CARP zu nutzen, braucht man mindestens zwei Systeme, die die gleiche Aufgabe erfüllen und im selben Subnetz liegen. Diese Systeme haben jeweils eine eindeutige IP- und MAC-Adresse und bilden einen Cluster. Zusätzlich wird diesem Cluster jetzt eine virtuelle IP- und MAC-Adresse zugewiesen. Über diese virtuelle IP/MAC kommuniziert der Cluster mit anderen Systemen. Damit das funktioniert, wird ein Cluster-Rechner Master und die anderen Slaves, wobei der Master die Kommunikation mit der Außenwelt übernimmt. Über das CARP-Protokoll stellt jedes Cluster-Mitglied sicher, dass die anderen Maschinen noch arbeiten. Wenn der Master ausfällt, übernimmt einer der Slaves sowohl die virtuelle MAC-Adresse als auch die virtuelle IP-Adresse.
Besonders interessant ist CARP im Zusammenhang mit hoch verfügbaren Firewalls. Dabei ist es zusätzlich nötig, die Zustandstabellen zu synchronisieren, um Verluste von Verbindungen bei Ausfall des aktiven Cluster-Rechners zu verhindern. Bei der Kombination OpenBSD/pf wird hierfür pfsync eingesetzt, unter Linux/Netfilter ist diese Funktion mit conntrackd umsetzbar.